# Punk (singolo Gazzelle)
Punk è un singolo del cantautore italiano Gazzelle, pubblicato il 19 aprile 2019 e quarto estratto dal secondo album in studio omonimo.

## Video musicale
In concomitanza con il lancio del singolo, Gazzelle ha pubblicato il video ufficiale attraverso il proprio canale YouTube.

## Tracce
1. Punk – 3:54

## Classifiche
| Classifica (2018) | Posizione massima |
| ----------------- | ----------------- |
| Italia            | 59                |